# Gare de Cabral
La gare de Cabral (ou Robert J. Cabral Station) est une gare ferroviaire des États-Unis située à Stockton en Californie. Elle est desservie par Amtrak et ACE. C'est une gare sans personnel.

## Histoire
Elle est mise en service en 1930 par Southern Pacific, remplaçant une ancienne gare située à quelques centaines de mètres au sud. La gare est fermée au service passagers en 1972 et tombe à l'abandon dans les années 1980.
En 1998, l'Altamont Commuter Express commence à desservir la gare en tant que terminus et le San Joaquins (en) reprend l'année suivante.

## Service des voyageurs

### Accueil
La gare dispose d'un bâtiment voyageurs et d'un quai accessible aux personnes à mobilité réduite.

### Desserte
- Lignes d'Amtrak[3] :
  - Le San Joaquins : Sacramento — Bakersfield
- L'ACE:

### Intermodalité
Un parking est aménagé à ses abords.
La gare est desservie par une dizaine de lignes du réseau de bus San Joaquin Regional Transit District (en).
Elle est aussi desservie par la ligne 6 du Amtrak Thruway Motorcoach (en).